# Ясногорский художественно-краеведческий музей
Ясногорский районный художественно-краеведческий музей — центральный историко-краеведческий музей города Ясногорска и Ясногорского района Тульской области.

## География
Находится: по Московской железной дороге (Курское направление) до станции Ясногорск. Автомобильным транспортом – по трассе М2 («Крым») до поворота на Ясногорск, далее по трассе М4 («Дон») необходимо доехать до развязки «Мордвес–Ясногорск» и свернуть направо – на Ясногорск. Дальше – по главной дороге 30 км до Ясногорска. Адрес: Тульская обл, г. Ясногорск, ул. Смидовича. Д. 1.

## История
Музей для посещения открыт (1971). Здесь действуют 3 зала: 
1. Зал старины, где привлекает внимание мини-выставка лаптей «Обувь немудрёная – лапотки плетёные».
2. Зал боевой славы с диорамой заслуженного художника РСФСР А.И. Пенькова «Танковый бой на станции Ревякино» (1979), картиной заслуженного художника РСФСР Андрея Петровича Горского «Квашнинская трагедия» и макетом блиндажа.
3. Зал быта советского периода, в котором представлены интерьер квартиры 50-70-х годов XX века и уголок школьника.

Имеется выставочный зал для проведения творческих встреч и презентаций, центральным экспонатом является гобелен «Легенда».
Основные объекты фонда: коллекции картин местных художников, работ декоративно-прикладного творчества местных мастеров, предметы быта и этнографии.
Интерактивная экскурсия по залам РКХМ с посещением музея истории станции «Лаптево-Ясногорск», театрализованное занятие в экспозиции русской избы «Чудесный сундучок со сказками», праздник лаптя «Обувь немудреная – лапотки плетеные», мастер-классы по изготовлению тряпичных кукол «Традиционные куклы России», по написанию гусиным пером и чернильной ручкой «Как на Руси писали», театрализованное игровое занятие «Курс молодого бойца (для детей дошкольного возраста и учащихся начальной школы),  урок изобразительного искусства «Живая палитра».
Событийные мероприятия: межрегиональный фестиваль самодеятельных театральных коллективов в честь артистки императорского Московского театра Гликерии Николаевны Федотовой «Федотовская весна» в д. Фёдоровка Ясногорского района (май).